# Kasteel van Argenteuil

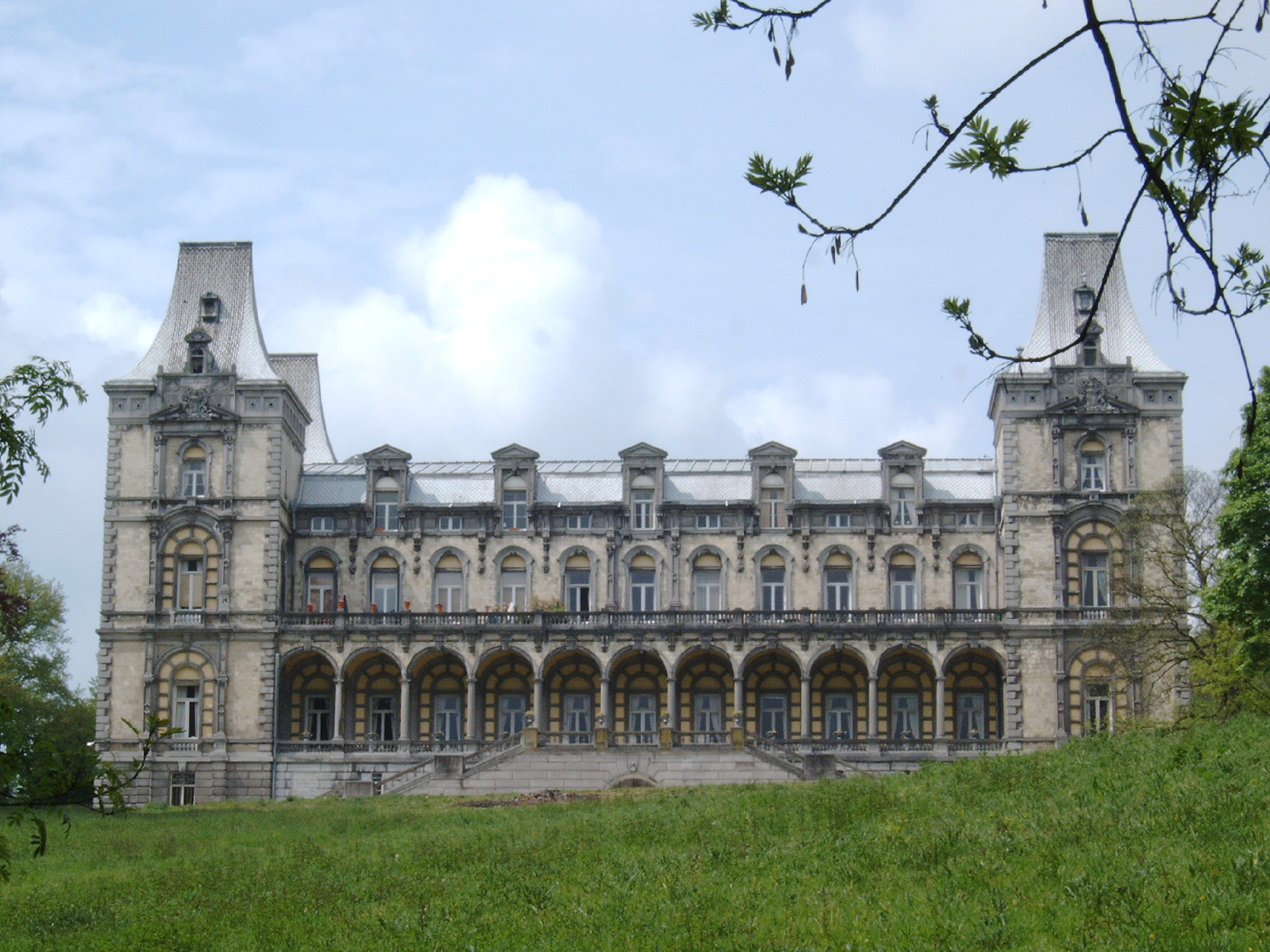
Het kasteel van Argenteuil van 1856

Het Kasteel van Argenteuil (Frans: Château d'Argenteuil) is een domein gelegen te Waterloo waarop drie kastelen zijn gebouwd waarvan er nog twee bestaan. Het is door de oprichter Ferdinand Meeûs genoemd naar de Zilverbeek, in het Frans de Argentine. Het eigenlijke kasteel wordt ingenomen door de École Européenne de Bruxelles-Argenteuil. Het 20e-eeuwse kasteel Tuck is een koninklijk domein geweest, waar de afgetreden koning Leopold III en Lilian Baels verbleven van 1961 tot 2002.

## Kasteel uit 1832
In 1832 kocht de bankier Ferdinand Meeûs, gouverneur van de Société Générale,  300 hectare bosgrond van het Zoniënwoud. Hij liet er een kasteel op bouwen. Het was deels in gebruik toen het op 10 januari 1847 tijdens werkzaamheden werd verwoest door brand. De enige visuele bronnen over het uitzicht ervan zijn twee schilderijen: een familieportret met het kasteel op de achtergrond, en een schilderij dat de brand weergeeft.
Dwars door het domein werd een weg aangelegd met de verklaarde bedoeling om Charleroi beter met Brussel te verbinden, ondanks de bestaande chemin des Wallons. Dit werd de "route de la Banque" genoemd (thans Avenue de Tervuren).

## Kasteel uit 1856
Tussen 1856 en 1858 liet Ferdinand de Meeûs een nieuw kasteel bouwen onder leiding van de architect Jean-Pierre Cluysenaar, ook bekend van de Sint-Hubertusgalerijen en het Koninklijk Conservatorium in Brussel. De bouwheer stierf in 1861 en zijn vrouw liet het kasteel in 1874 na aan haar dochter Henriette. Doordat de ongehuwde Henriette de Meeûs kinderloos bleef, kwam het kasteel in handen van Louis de Meeûs.
Bij het overlijden van Louis de Meeûs werd het domein opgedeeld tussen zijn vrouw en zoon. Zijn vrouw bleef er wonen tot aan haar dood in 1929, waarna het kasteel en 240 hectaren verkocht werden aan de firma S.A. Domaine d'Argenteuil. Deze firma verkocht 150 hectaren door aan William Tuck en 20 hectaren aan ongeschoeide karmelietessen van Ukkel voor een klooster. In 1937 werden het klooster en de grond verkocht aan de firma "Comil", eigendom van de familie Launoit, die ook de resterende gronden die niet aan Tuck behoorden, kocht. Er werden zomerkampen gehouden. Na de Tweede Wereldoorlog, in 1949, kocht de Belgische staat het domein en kreeg het een scolaire bestemming. Eerst was er het Institut normal d'économie ménagère agricole de l'État. Rond 1990 sloot de school de deuren en werd het Institut supérieur de traducteurs et interprètes (ISTI) er in gehuisvest. Van 1993 tot 2020 was de Scandinavian School of Brussels er gevestigd. Sindsdien is het een Europese school van het type III.

## Kasteel uit 1929
De Amerikaanse ambassadeur William Tuck kocht in 1929 een deel van het domein om er een kasteel te bouwen en een park aan te leggen. De architecten van dit Château Tuck waren William Adams Delano en Chester Holmes Aldrich. In 1949 kocht de NMBS dit domein en het volgende jaar werd het voor 28 miljoen frank overgedragen aan de Belgische staat. Deze bood prins Karel van België in 1951 het genot van Argenteuil aan, omdat hij door zijn broer uit het Kasteel van Laken was gezet. Maar de prins vond het te groot en te afgelegen en sloeg het aanbod af. Het landhuis bleef onbewoond tot 1960, toen de afgetreden koning Leopold III er kwam wonen. Het werd weer onbewoond met het overlijden, in 2002, van Lilian Baels.
In 2004 werden het kasteel en het domein van 140 ha door de Belgische staat verkocht aan de zakenman Jean-Marie Delwart voor 7,8 miljoen euro. Daarna zou Vladimir Poetin een hoger bod hebben gedaan. De Belgische staat zou druk op Delwart hebben uitgeoefend om tot verkoop over te gaan, maar zover kwam het in elk geval niet. In 2019 stelde Delwart het pand te koop, maar hij kreeg geen geschikt bod.